# El Machucado
El Machucado är en ort i Mexiko.   Den ligger i kommunen Pinos och delstaten Zacatecas, i den centrala delen av landet, 400 km nordväst om huvudstaden Mexico City. El Machucado ligger 2 233 meter över havet och antalet invånare är 325.
Terrängen runt El Machucado är varierad. Runt El Machucado är det glesbefolkat, med 19 invånare per kvadratkilometer. Närmaste större samhälle är Ojuelos de Jalisco, 17,7 km sydväst om El Machucado. Omgivningarna runt El Machucado är i huvudsak ett öppet busklandskap.